# Monthuchon
Monthuchon é uma comuna francesa na região administrativa da Normandia, no departamento Mancha. Estende-se por uma área de 7,65 km². Em 2010 a comuna tinha 705 habitantes (densidade: 92,2 hab./km²).